# James O'Hara (1682–1774)
James O'Hara, 2e Baron Tyrawley en 1e Baron Kilmaine (1682 – 14 juli 1774) was een Iers officier van het Britse Leger.
O'Hara vocht mee in de Spaanse Successieoorlog, onder meer bij het Beleg van Barcelona in 1706. Hij raakte gewond in de Slag bij Almansa in 1707 en nadien ook nog in de Slag bij Malplaquet in 1709. In 1928 werd hij gezant van Portugal en in 1943 van Rusland. Tevens werd hij gouverneur van Minorca in 1747 en in 1756 van Gibraltar.
O'Hara moest wachten tot 11 jaar voor zijn overlijden voor hij werd benoemd tot veldmaarschalk, in 1763.

## Militaire loopbaan
- Lieutenant: 15 maart 1703
- Captain: 24 maart 1705[1]
- Colonel: 29 januari 1713
- Brigadier-General: 18 december 1735[2]
- Major-General: 17 juli 1739[3]
- Lieutenant-General: 5 april 1743[4]
- General: 14 maart 1761[5]
- Field Marshal: 10 juni 1763[6]

## Onderscheidingen
- Baron op 2 januari 1722[7]